# Øivind Holmsen
Øivind Holmsen (Oslo, 1912. április 28. – Oslo, 1996. augusztus 23.) norvég labdarúgóhátvéd.